# Traducere
O traducere sau mai demult traducție este o acțiune de a interpreta o accepțiune a textului și după aceea producerea textului echivalent, care are același sens, în altă limbă, adică o adaptare interculturală a textului.
În sens larg, traducerea poate fi considerată ca fiind procesul transformării unui mesaj emis într-o limbă, în același mesaj, dar formulat în altă limbă, cu condiția ca să fie păstrate toate, sau relativ toate, calitățile mesajului inițial, prin realizarea echivalenței de sens și de valoare.
În "Recomandările pentru protecția juridică a traducătorilor și a traducerilor și mijloacele practice de îmbunătățire a statutului traducătorilor", adoptate de Conferința Generală a UNESCO în a 19-a sesiune, ținută la Nairobi în 22 noiembrie 1976, se dă următoarea definiție:
Noțiunea de traducere desemnează transpunerea unei opere literare sau științifice, inclusiv a unei lucrări tehnice, dintr-o limbă în alta, indiferent dacă opera preexistentă sau traducerea sunt, sau, destinate publicării într-o carte, revistă, publicație periodică, sau sub orice altă formă, sau au ca scop o reprezentație la teatru, cinematograf, radio, televiziune sau prin orice alt mijloc.
O persoană specializată în traducerea textelor scrise se numește traducător.
Tipuri de traducere:
- Traducere literară
- Traducere juridică
- Traducere tehnică
- Traducere în domeniul medical
- Traducere în domeniul economic

## Teoria occidentală a traducerii

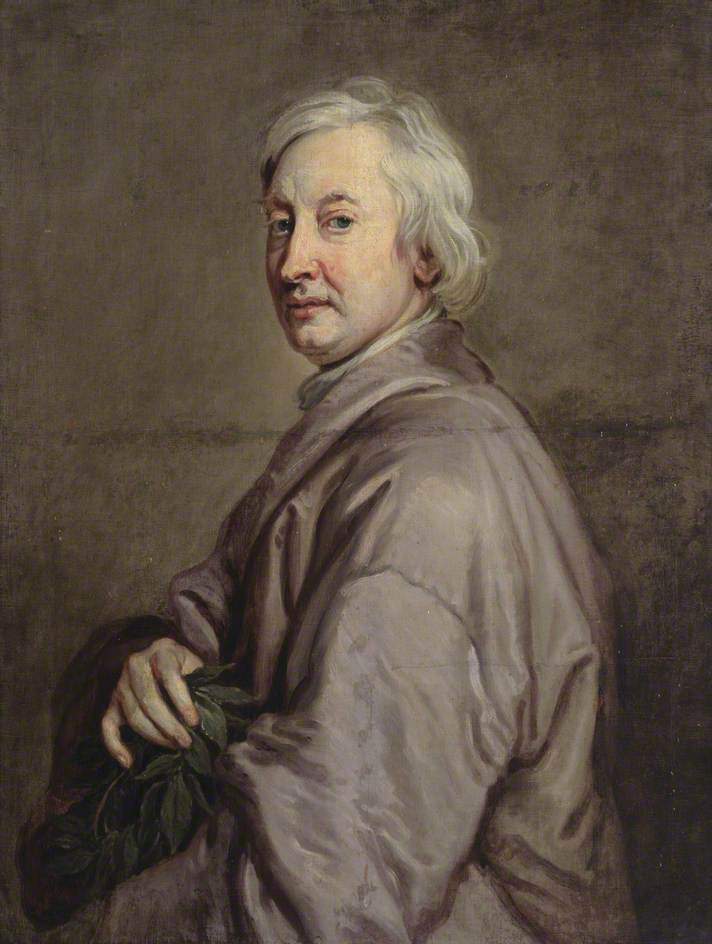
John Dryden

Discuțiile despre teoria și practica traducerii vin din antichitate și expun continuități remarcabile. Grecii antici disting între metafrază (traducere literală) și parafrază. Această distincție a fost adoptată de către poetul și traducătorul de limba engleză John Dryden (1631-1700), care a descris traducerea ca amestecul judicios a acestor două moduri de frazare atunci când se selectează, în limba țintă, "omologil", sau echivalența, pentru expresiile folosite în limba sursă:
Când [cuvintele] apare ... literalmente grațios, ar fi un prejudiciu adus autorului ca ele ar trebui să fie schimbate. Dar din moment ce ... ceea ce este frumos [ într-o limbă] este de multe ori barbar, ba uneori prostesc, într-alta, ar fi nerezonabil să se limiteze un translator la cuvintele stricte ale autorului: este suficient dacă el scoate unele expresii care nu viciază sensul.

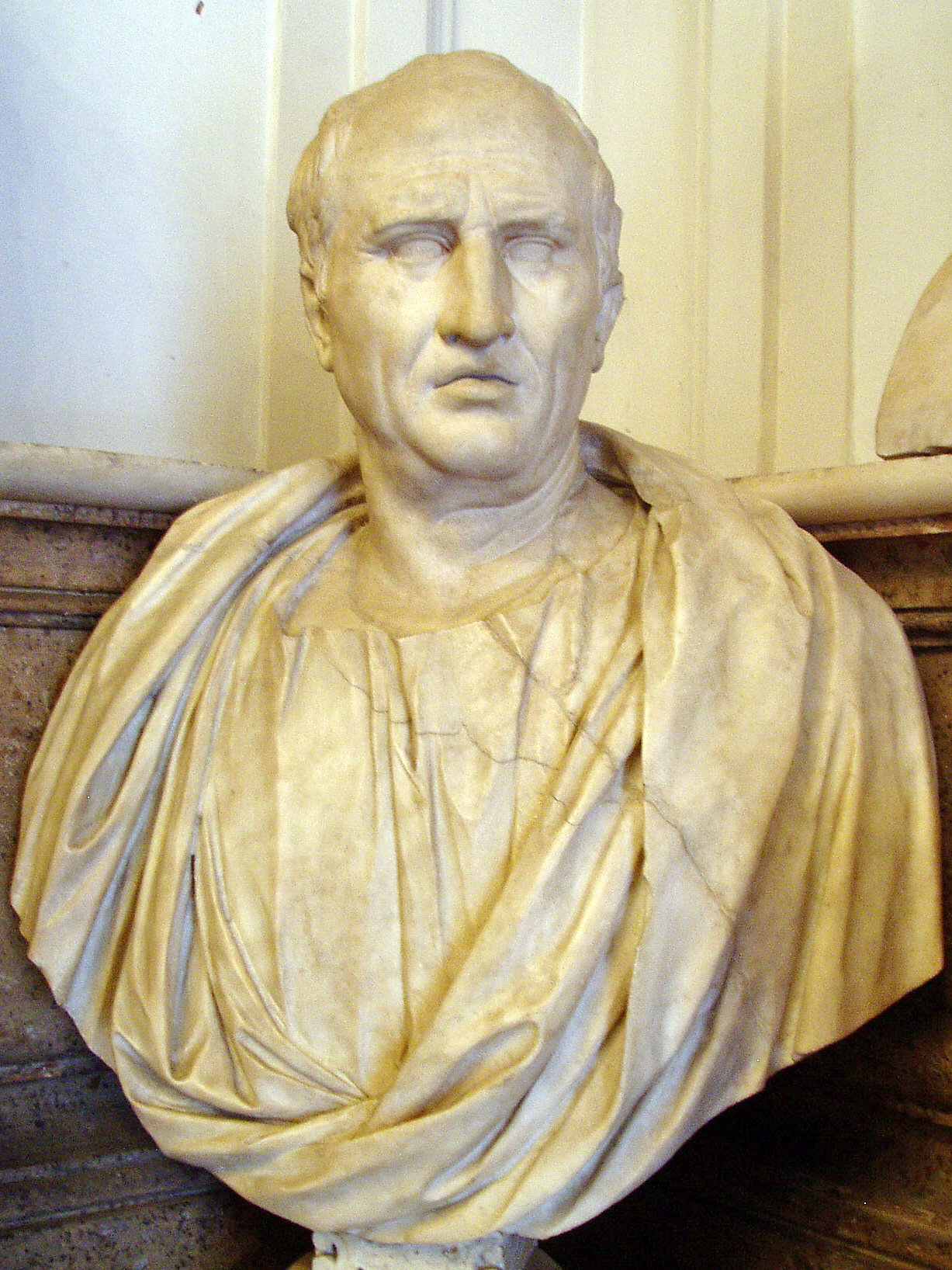
Cicero

Dryden a avertizat însă despre licența de "imitație", adică de traducere adaptată: "Când un pictor copiază viața ... el nu are niciun privilegiu de a modifica caracteristicile și aliniamentele ..."
Această formulare generală a conceptului central al traducerii - echivalența - este la fel de adecvată ca oricare alta propusă de Cicero și Horațiu, care, în Roma primul secol î.e.n., au transmis o avertizare faimoasă și clară împotriva traducerii "cuvânt cu cuvânt" (verbum pro verbo).

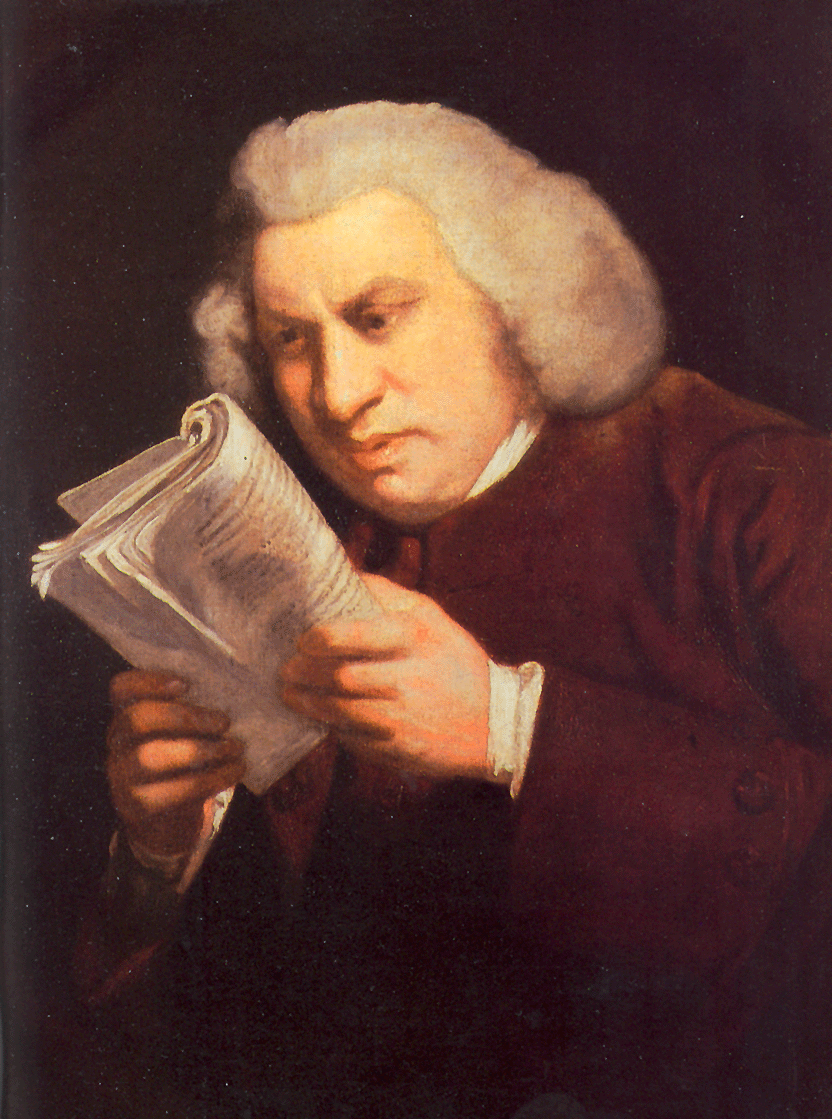
Samuel Johnson

În ciuda diversității teoretice ocazionale, practica actuală a traducerii s-a schimbat puțin față de antichitate. Cu excepția unor adepți extremi ai metafrazei în perioada creștină timpurie și Evul Mediu, și a celor pentru adaptare în diferite perioade (mai ales pre-clasică în Roma, și în secolul XVIII), traducătorii au arătat, în general, flexibilitate prudentă în căutarea echivalențelor - "literal" acolo unde este posibil, parafrazic acolo unde este necesar - pentru sensul original și alte "valori" cruciale (de exemplu, stil, formă verset, concordanță cu acompaniamentul muzical sau, în filme, cu mișcările articulatorii și vorbirea), determinate de context.

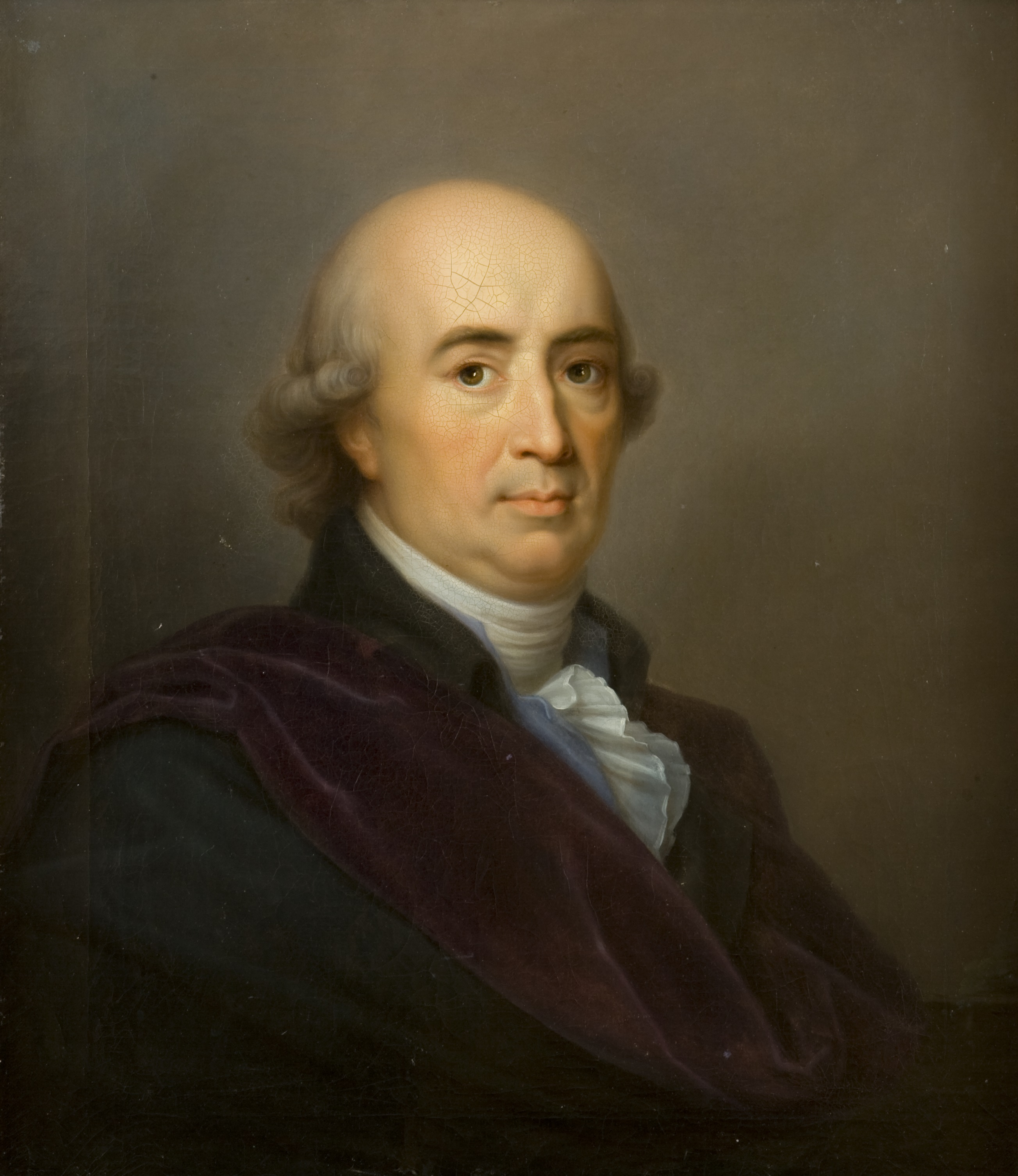
Johann Gottfried Herder

În general, traducători au căutat să păstreze contextul în sine prin reproducerea ordinei inițiale a sememelor, și, prin urmare, ordinea cuvintelor - atunci când este necesar, reinterpretarea structurii gramaticale reale, de exemplu prin trecerea de la starea activă la cea pasivă sau invers. Diferențele gramaticale dintre limbile cu "ordinea fixă a cuvânului" (engleză, franceză, germană) și limbile cu "ordinea liberă a cuvântului" (de exemplu, greacă, latină, poloneză, rusă) nu a fost un impediment în acest sens. Caracteristicile sintaxei speciale (propoziție-structură) a textului în limba sursă sunt adaptate la cerințele sintactice ale limbii țintă.
Când o limbă țintă nu are termeni care se găsesc într-o limbă sursă, traducătorii au împrumutat acești termeni, îmbogățind astfel limba țintă. Mulțumiră în mare măsură schimbului de calculi lingvistisi și împrumuturi între limbi, și importului acestora din alte limbi, există câteva concepte care sunt "intraductibile" printre limbile europene moderne.

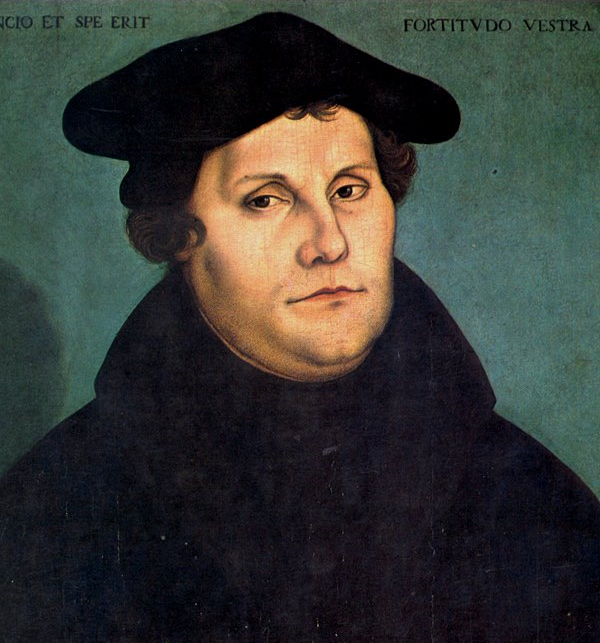
Martin Luther

În general, cu cât contactul și schimbul care au existat între două limbi, sau între aceste limbi și o a treia, este mai mare, cu atât mai mare este raportul dintre metafrazele și parafrazele care pot fi folosite în traducerea dintre limbi. Cu toate acestea, din cauza schimbărilor în nișe ecologice de cuvinte, o etimologie comună este uneori înșelătoare ca ghid pentru sensul curent în una sau alta din limbi. De exemplu, cuvântul englez actual ("existent în realitate") nu ar trebui să fie confundat cu cuvântul francez actuel ("prezent", "curent"), polonezul aktualny ("prezent", "curent", "de actualitate", "în timp util", "posibil"), suedezul aktuell ("de actualitate", "în prezent de importanță"), rus актуальный ("urgent", "de actualitate") sau olandez aktueel.
Rolul traducătorului ca o punte pentru "translatarea" valorilor între culturi a fost discutat încă de pe vremea lui Terence, adaptorul roman din secolul II î.e.n. a comediilor grecești. Rolul traducătorului nu este, cu toate acestea, în niciun caz unul pasiv, mecanic, astfel încât el a fost comparat cu cel al unui artist. Motivul principal pare a fi conceptul de creație paralelă considerat de critici precum Cicero. Dryden observa că "Traducerea este un tip de desen după viață ..." Compararea traducătorului cu un muzician sau actor este mai veche, existând cel puțin remarca lui Samuel Johnson despre Alexander Pope jucând pe Homer pe muzica unei flageolete, în timp ce Homer însuși a folosit un fagot.

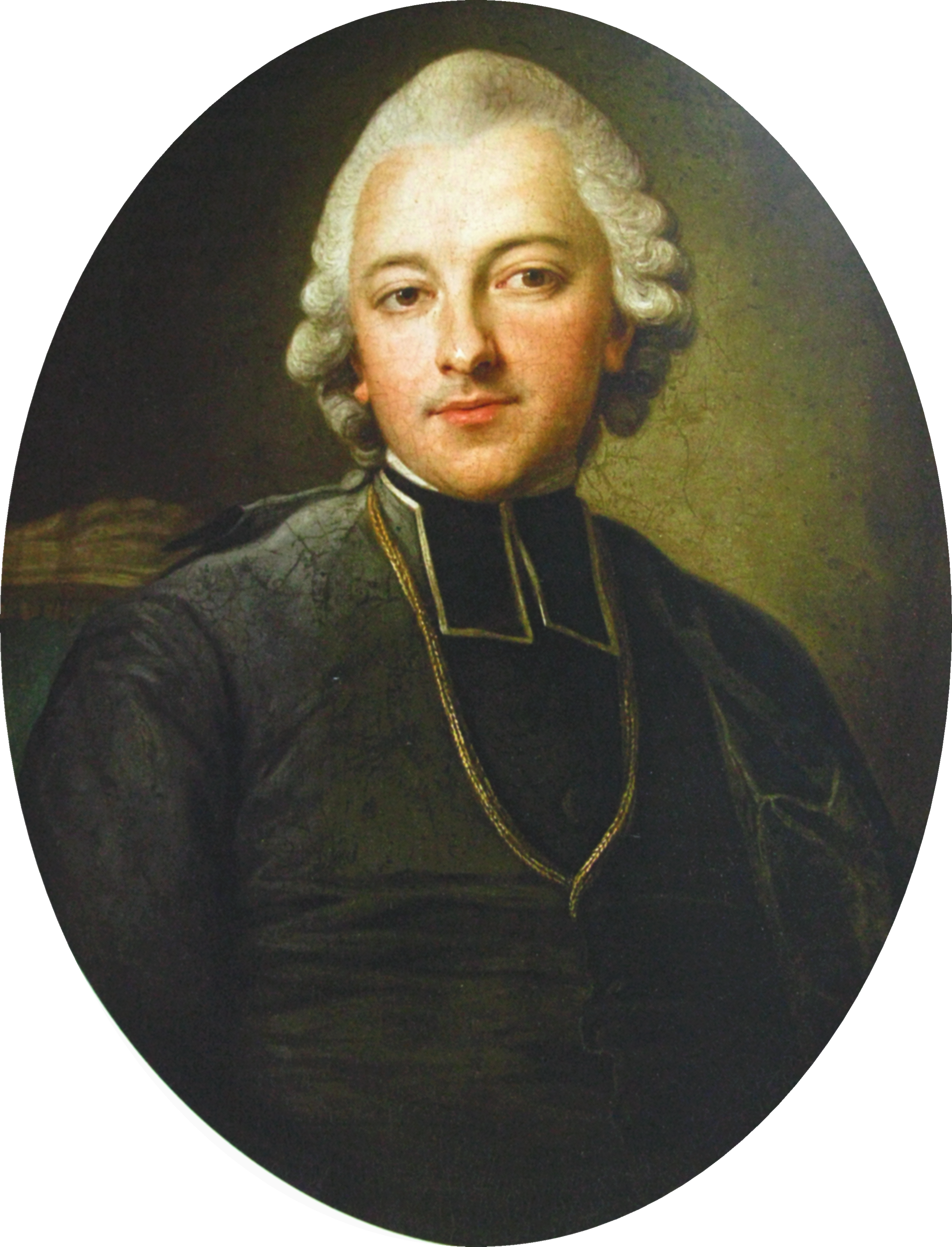
Ignacy Krasicki

În cazul în care traducere ar fi o artă, nu este una ușoară. În secolul XIII, Roger Bacon a scris că pentru ca traducerea să fie adevărată, traducătorul trebuie să cunoască ambele limbi, precum și știința pe care el o traduce; și a constatat că puțini traducători se conformează.
Traducătorul Bibliei în limba germană, Martin Luther, este creditat ca fiind primul european care a postulat că o traducere este satisfăcătoare doar dacă este făcută în limba maternă a traducătorului. L.G. Kelly afirmă că încă de la Johann Gottfried Herder în secolul XVIII "era de la sine înțeles" că un traducător trebuie să traducă doar în propria sa limbă.
Niciun dicționar sau lexicon nu poate fi vreodată un ghid complet adecvat în traducere. Istoricul britanic Alexander Tytler, în Eseul cu privire la principiile de traducere (1790), a subliniat că lectura asiduă este un ghid mai cuprinzător pentru o limbă decât dicționarele .Aceeași idee, dar care includea și ascultarea limbii vorbite, a fost exprimată mai devreme, în 1783, de către poetul polonez și gramatician Onufry Andrzej Kopczyński.
Rol special al traducătorului în societate este descris într-o postum eseu din 1803 de "La Fontaine al Poloniei", Întâistătătorul romano-catolic al Poloniei, poetul, enciclopedistul, autor al primului roman polonez, și traducător din limba franceză și greacă, Ignacy Krasicki: 
[T]raducerea ... este de fapt o artă atât stimată cât și foarte dificilă, și, prin urmare, nu este munca și porțiunea unei minți obșnuite; [aceasta] ar trebui să fie [practicată] de cei care sunt ei înșiși actori, atunci când văd o mai mare utilizare în traducerea lucrările altora decât a propriilor lor lucrări, și obțin mai mult din serviciile oferite propriei țări decât din gloria lor personală.

## Moduri de traducere
În principiu, există două moduri de traducere:
- traducerea directă (literală), denumită și heteronimie, este operațiunea de traducere care nu impune reorganizarea semantică sau gramaticală a textului sursă.
- traducerea indirectă (oblică) este operațiunea de traducere în cursul căreia este necesar să se recurgă la o restructurare a unităților purtătoare de semnificație ale textului sursă, aceasta mergând de la schimbarea clasei gramaticale până la modificarea totală a viziunii asupra realității (de pildă, traducerea expresiilor idiomatice, a proverbelor).

În cadrul traducerii indirecte trebuie ținut seama de fiecare „unitate de traducere”. Unitatea de traducere este definită ca fiind cea mai mică porțiune de text care trebuie tradusă ca un tot, iar nu element cu element, deoarece coeziunea acestor elemente este atât de puternică încât o traducere literală ar avea drept rezultat un text țintă inacceptabil. De exemplu, „de bonne heure”, deși conține trei elemente în limba franceză, constituie o singură unitate de traducere, cu semnificația „devreme”, și nu „de bună oră”. Similar, „hôtel de ville” înseamnă „primărie” și nu „hotel de oraș”.
Tradiția traducerilor unor documente datează încă din timpurile vechi ale Egiptului, Mesopotamiei și Siriei. Un exemplu de document bilingv ar fi: 1274 BCE Tratatul de la Kadesh.

## Topica
Topica firească în limba română nu presupune plasarea subiectului înaintea predicatului, așa cum este cazul în engleză și franceză; trebuie deci evitată reproducerea acestei topici din textele originale, unde este firească, în textele traduse, unde devine semnul
unei emfatizări.
1. ↑  „Nairobi Recommendation & The Translator's Charter” (PDF). Arhivat din original (PDF) la 14 august 2010. Accesat în 24 noiembrie 2012.
2. ↑  SetThings (22 septembrie 2014). „Teoria occidentală a traducerilor”. SetThings.com. Accesat în 9 decembrie 2017.
3. 1 2 3 4 5 6  Christopher Kasparek. „The Translator's Endless Toil”. (articol de Christopher Kasparek în The Polish Review, 1983)
4. ↑  „Translating the 17th of May into English and other horror stories”. Accesat în 15 aprilie 2010.
5. 1 2  „Ghid practic al Departamentului de limba română din Direcția Generală Traduceri a Comisiei Europene” (PDF). Arhivat din original (PDF) la 17 mai 2017. Accesat în 12 noiembrie 2018.
6. ↑  „Ghid practic al Departamentului de limba română din Direcția Generală Traduceri a Comisiei Europene, p. 52” (PDF). Arhivat din original (PDF) la 17 mai 2017. Accesat în 12 noiembrie 2018.